# Haustenbecker Turm

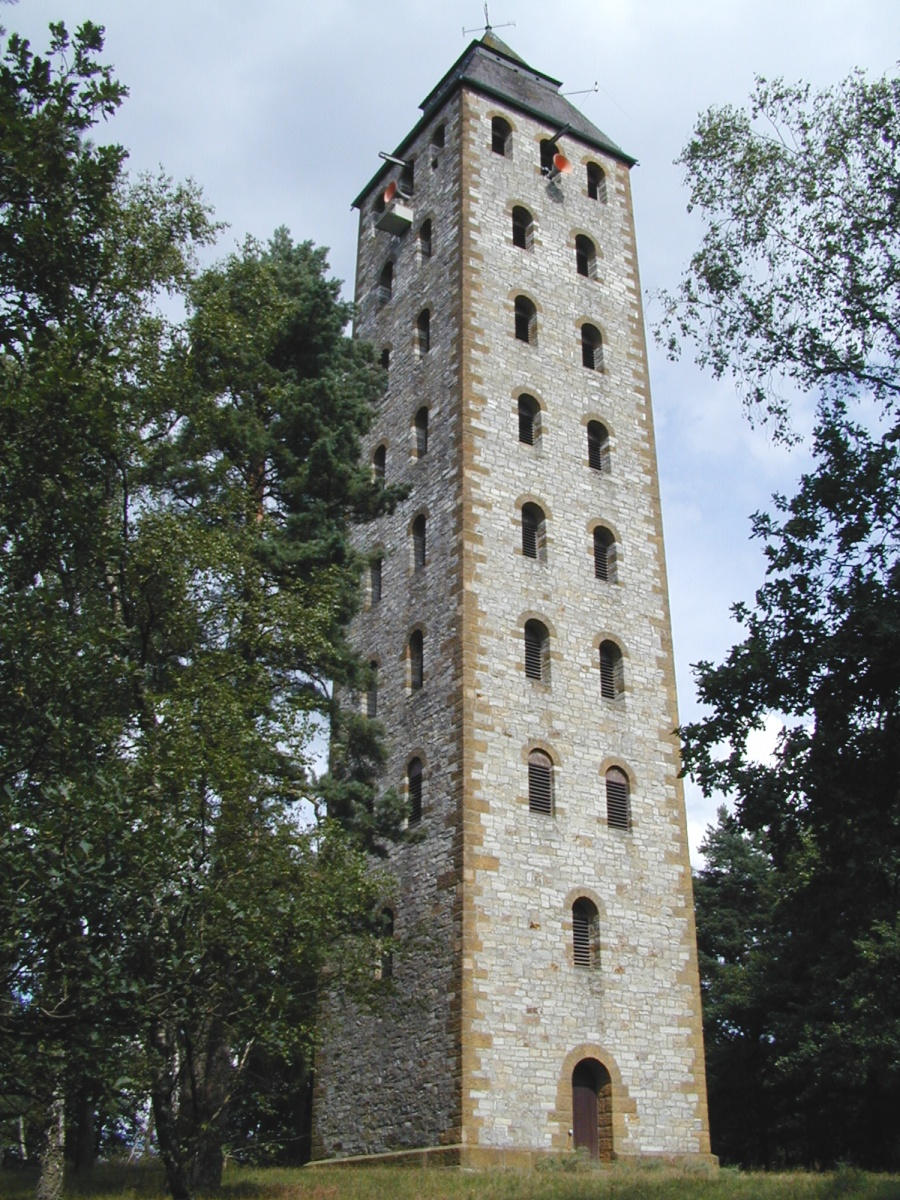
Haustenbecker Turm

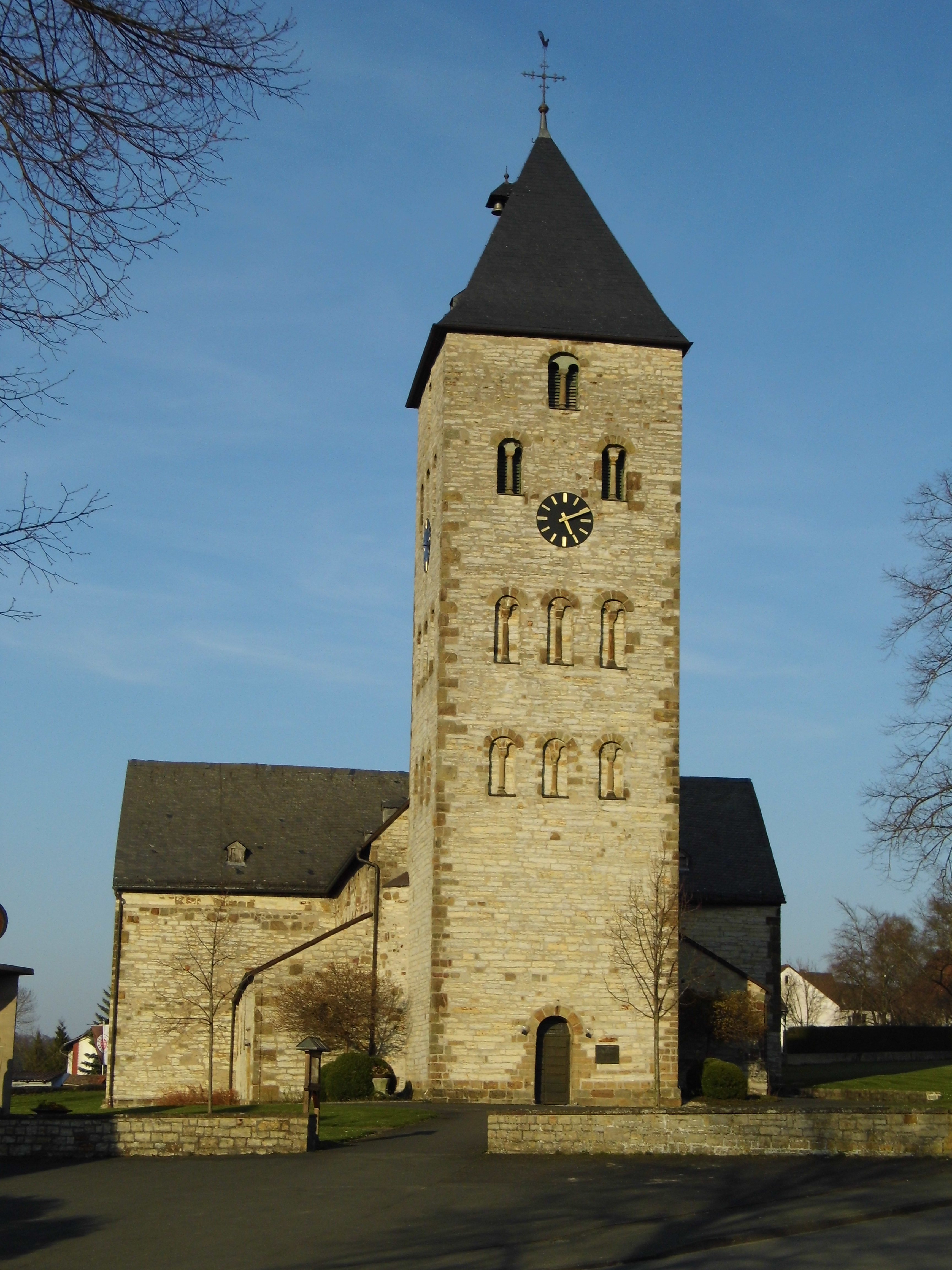
Turm der Kirche St. Kilian in Brenken

Der Haustenbecker Turm ist ein von 1940 bis 1941 errichteter Beobachtungsturm in der Wüstung Haustenbeck auf dem Truppenübungsplatz Senne. Der Turm steht seit dem 29. Oktober 1992 unter Denkmalschutz.

## Geschichte
Bereits im Jahr 1901 wurde nahe Haustenbeck durch die Kommandantur ein Beobachtungsturm gebaut. Der steinerne Rundturm mit dem Namen Hausten-Turm hatte eine Höhe von lediglich 13 Metern. In den 1930er Jahren wurde er nicht mehr benötigt und 1935 von einer Pioniertruppe gesprengt.
In den Jahren 1937 bis 39 wurde die Siedlung Haustenbeck zur Erweiterung des Truppenübungsplatzes geräumt und neue Schießbahnen angelegt. Zur Beobachtung der Schießübungen und zur rechtzeitigen Erkennung von Wald- und Heidebränden sollte in dem Gebiet ein Turm errichtet werden. In der ursprünglichen Planung sollte er die Form eines Wasserturms erhalten. Doch Baurat Ostermann vom Heeresbauamt Paderborn und Forstmeister Keimer protestierten gegen die Pläne, weil sie eine Verschandelung der Sennelandschaft befürchteten. Bei Generalmajor Groschupf fanden sie Gehör, er ging auf den Vorschlag Ostermanns ein, den Turm nach dem Vorbild des Kirchturms von St. Kilian in Brenken zu gestalten. Die Bauarbeiten in den Jahren 1940/41 wurden von der Firma Jakobs aus Elsen ausgeführt, zusätzlich wurden französische Kriegsgefangene herangezogen. Das Dach mit seiner Schieferdeckung errichtete die Firma Peters aus Bad Lippspringe. Im Juni 1941 konnte der Turm eingeweiht werden. Nach Kriegsende wurde er im Mai 1945 von der britischen Armee übernommen und mit einer Feuerwache besetzt. Die Sirenen in den Fenstern im obersten Stockwerk stammen aus den 1970er Jahren und signalisieren den Truppen in der Senne, Schießübungen bei einem Flugzeug-Überflug unverzüglich einzustellen.

## Architektur
Das Turmfundament besteht aus Eisenbeton. Die 1,15 Meter starken Wände sind aus Ziegelmauerwerk und außen mit Bruchsteinen verkleidet, an den Ecken und um die Fenster herum mit dekorativen Sandsteinen von der Velmerstot. Im Inneren hat der Turm neun Zwischendecken aus Beton. Seine Außenmaße betragen 8 × 8 Meter, die Gesamthöhe 41,5 Meter, davon entfallen 9,5 Meter auf das Dach. Auf dem Dach stand noch in den 1980er Jahren eine Windfahne aus Kupfer, die einen Rothirsch zeigte. 